# Neobus
San Marino Neobus es una empresa brasileña  fabricante de autobuses, ubicada en Caxias do Sul, estado de Rio Grande do Sul.

## Historia
Fue fundada en 1996 en Guarulhos, en Grande São Paulo, reemplazando a Thamco. En 1999. Fue adquirida por la empresa San Marino Implementos, que produce componentes para la industria automotriz, cambiando su nombre por el de San Marino Neobus, y se estableció en Caxias do Sul.
En 2012 construye una nueva fábrica en la ciudad de Tres Ríos, en el estado de Río de Janeiro, con capacidad para producir 30 autobuses por día. La inversión total ascendió a los R$ 90 millones, generando 1200 puestos de trabajo, en 2011 Neobus tuvo unos ingresos de R$ 500 millones y planea duplicar sus ingresos en 2015.
En el año 2015 Marcopolo firma una carta de intención de compra con L&M Incorporadora, controladora de Neobus, para la adquisición de las acciones restantes de la compañía. De este modo Marcopolo obtendría el control total de Neobus, elevando su participación desde el actual 45% al 55% del capital total de L&M.
Según información de la empresa, la línea de carretera New Road N10 se suspendió en 2017.

## Línea de Productos

### Modelos actuales
Urbanos
- New Mega
- Mega 2006
- Mega Plus
- Mega BRS
- Mega BRT
- Spectrum City

Midis
- Thunder Plus

Intermunicipales
- Spectrum Road 330
- Spectrum 325
- Spectrum Intercity

Micros
- Thunder+
- Thunder Way

Rodoviários
- New Road 340 N10
- New Road 360 N10
- New Road 380 N10
- Spectrum Road 350
- Spectrum Road 370

### Modelos anteriores
Urbanos
- Mega 1996
- Mega Evolution
- Mega 2000
- Spectrum
- Mega 2004

Intermunicipales
- Spectrum

Micros
- Thunder
- Thunder Boy
- CityClass

## Galería

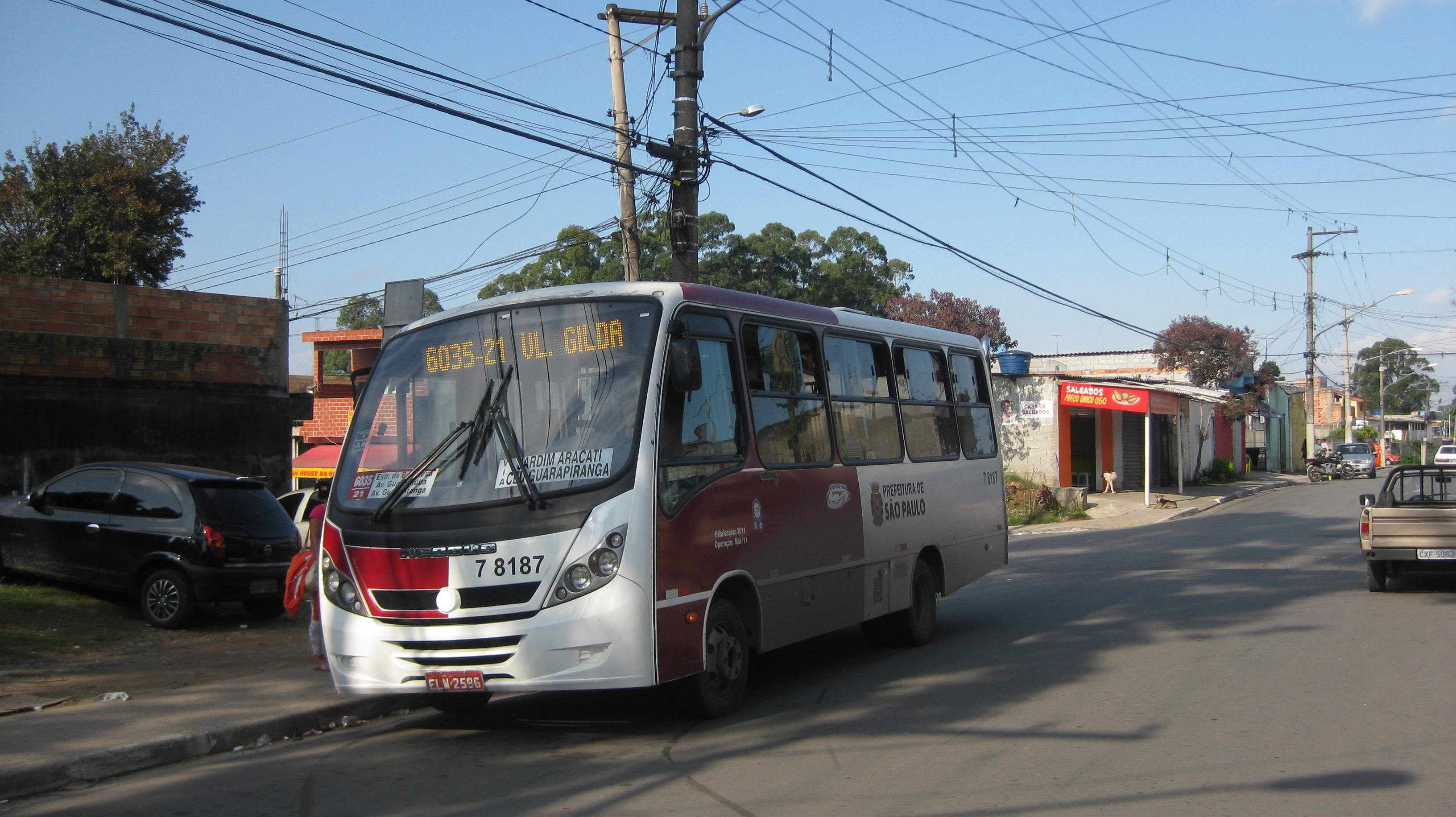
Neobus Thunder+
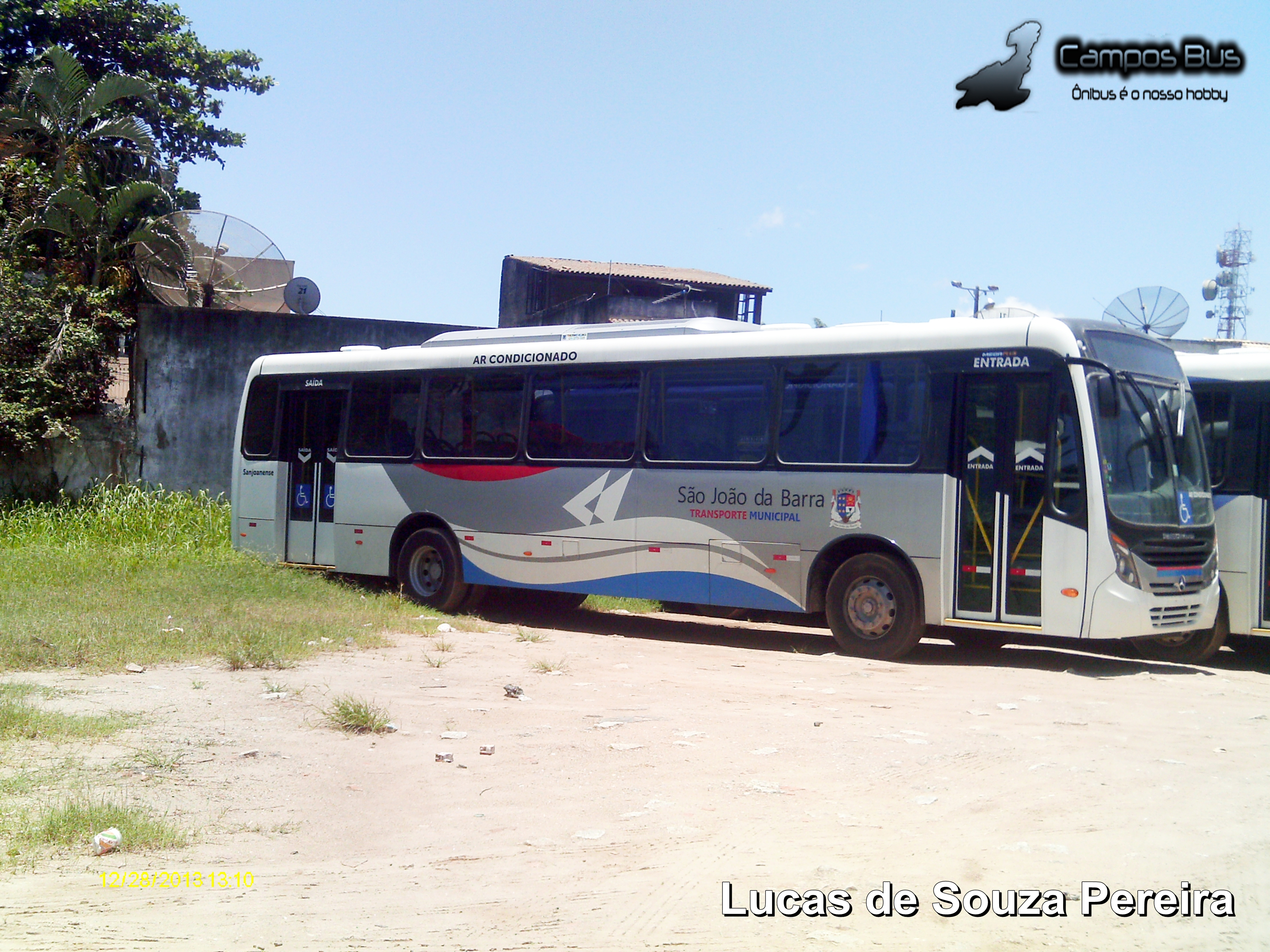
Neobus Mega Plus
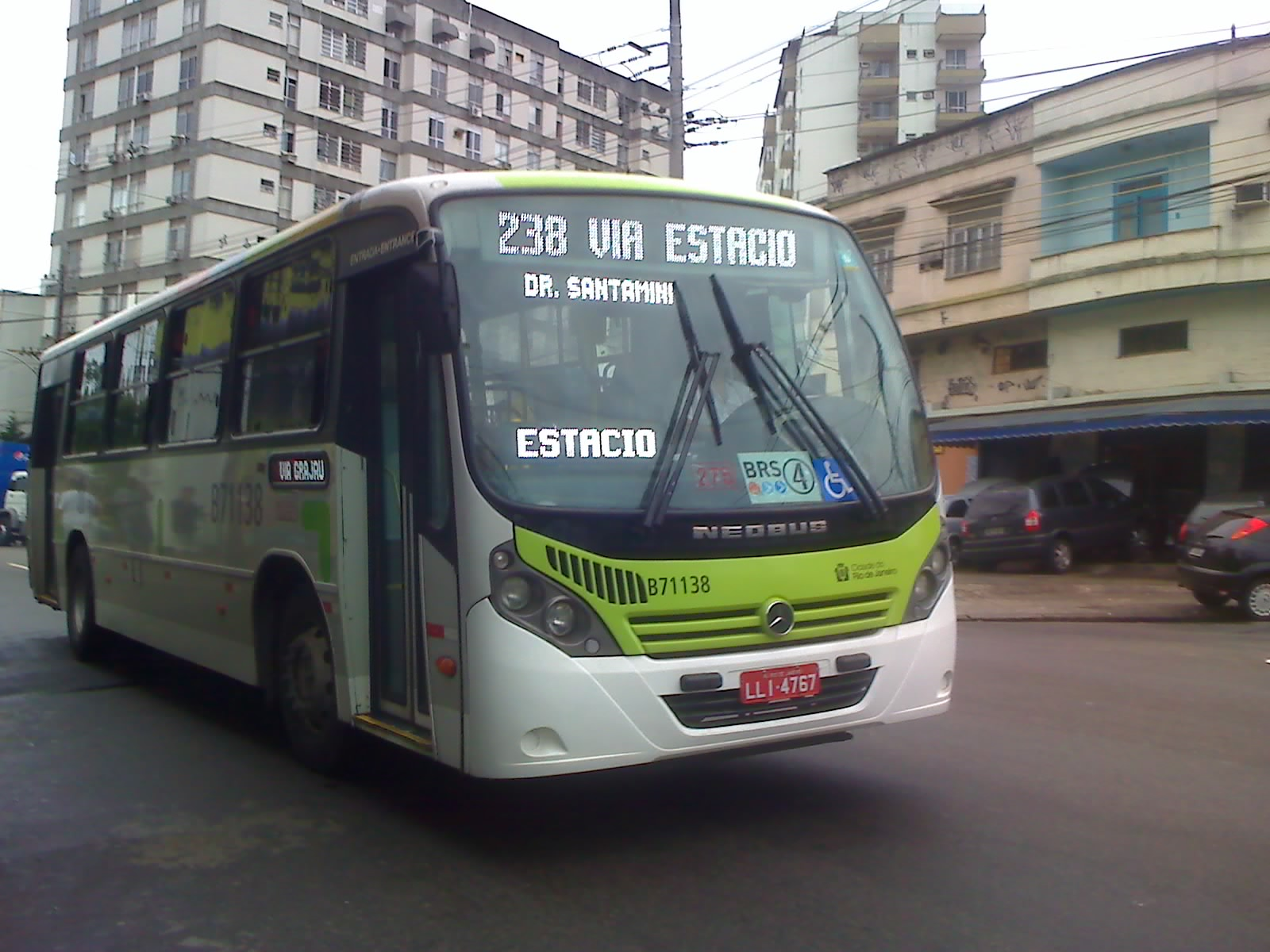
Neobus Spectrum City